# La Malédiction Winchester
Pour les articles homonymes, voir Winchester.
Pour plus de détails, voir Fiche technique et Distribution.
La Malédiction Winchester ou Winchester : Le Manoir hanté au Québec (Winchester) est un film d'horreur américano-australien réalisé par Michael et Peter Spierig, sorti en 2018. Il s'inspire de la vie de Sarah Winchester et du folklore autour de sa mystérieuse maison.

## Synopsis

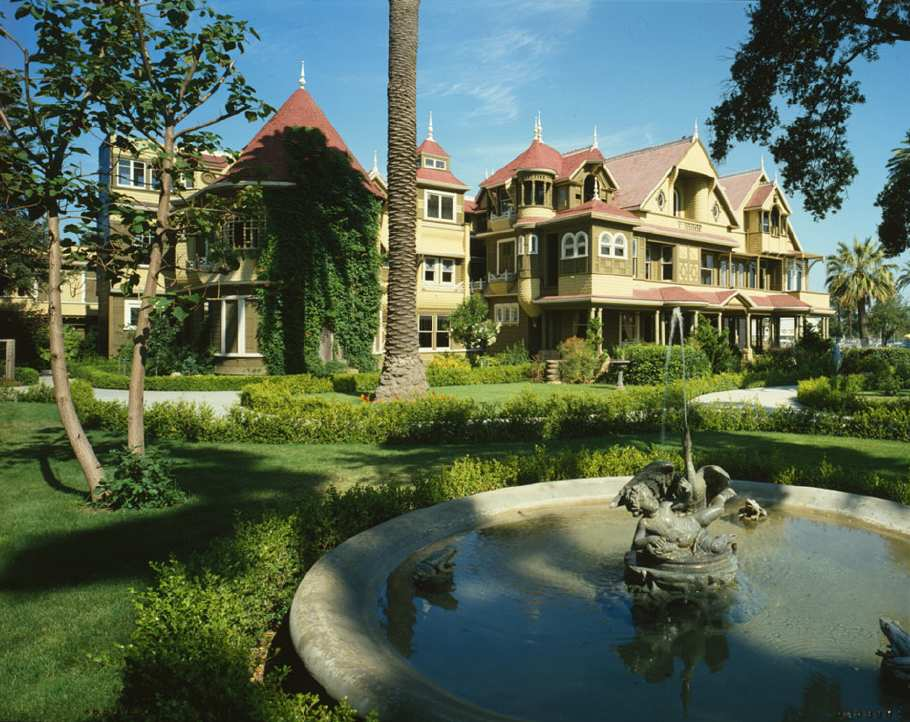
La Mystérieuse Maison Winchester

Sarah Lockwood Pardee, originaire de New Haven dans le Connecticut, épouse en 1862 William Wirt Winchester, le fils unique d'Oliver Winchester, le propriétaire de la Winchester Repeating Arms Company. Sarah donnera naissance quatre ans plus tard à la petite Annie Pardee Winchester, mais l'enfant décède quelques semaines plus tard d'une maladie. Sarah Winchester en est très affectée et tombe dans une profonde dépression. Oliver Winchester meurt en 1880 et son fils William décède à son tour, un an plus tard. Sarah hérite donc de la moitié des parts de la Winchester Repeating Arms Company et d'une véritable fortune. Mais Sarah pense qu'elle et sa famille sont maudites. En 1886, elle va alors décider de faire construire un vaste manoir à San José pour y accueillir des fantômes, surnommée la Mystérieuse Maison Winchester.

## Fiche technique
Sauf indication contraire, les informations mentionnées dans cette section peuvent être confirmées par la base de données cinématographiques IMDb,  présente dans la section « Liens externes ».
- Titre original : Winchester
- Titre français : La Malédiction Winchester
- Titre québécois : Winchester : Le Manoir hanté[1]
- Réalisation : Michael et Peter Spierig
- Scénario : Michael Spierig, Peter Spierig et Tom Vaughan
- Musique : Peter Spierig
- Direction artistique : Mark Warren
- Décors : Matthew Putland
- Costumes : Wendy Cork
- Photographie : Ben Nott
- Montage : Matt Villa
- Production : Tim McGahan et Brett Tomberlin
- Sociétés de production : Blacklab Entertainment et Imagination Design Works
- Sociétés de distribution : CBS Films (États-Unis), Studiocanal (Australie), TF1 Vidéo (France), VVS Films (Québec)[1]
- Budget : 3,5 millions de dollars[2]
- Pays d'origine :  États-Unis /  Australie
- Langue originale : anglais
- Format : couleur
- Genre : horreur, fantastique
- Durée : 99 minutes
- Dates de sortie :  
  - États-Unis, Québec[1] : 2 février 2018
  - Australie : 22 février 2018
  - France : 10 mai 2018 (VàD)

## Distribution
- Helen Mirren (VF : Evelyn Séléna ; VQ : Claudine Chatel) : Sarah Winchester
- Jason Clarke (VF : Xavier Fagnon ; VQ : François Trudel) : Eric Price
- Sarah Snook (VF : Margot Faure ; VQ : Kim Jalabert) : Marian Marriott
- Finn Scicluna-O'Prey (VF : Youna Noiret) : Henry Marriott
- Angus Sampson (VF : Nicolas Justamon) : John Hansen
- Laura Brent (VF : Mathilde Moulinat ; VQ : Manon Leblanc) : Ruby Price
- Tyler Coppin (VF : Martial Le Minoux ; VQ : Jean-François Blanchard) : Arthur Gates
- Eamon Farren (VF : Gauthier Battoue ; VQ : Louis-Philippe Berthiaume) : Benjamin Block

 Source et légende : version québécoise (VQ) sur Doublage.qc.ca

## Production

### Développement
En mai 2016, Michael et Peter Spierig sont annoncés comme réalisateurs du film. Il est par ailleurs révélé qu'ils vont également réécrire le script initial de Tom Vaughan.

### Attribution des rôles
En mai 2016, Helen Mirren est ensuite en négociations pour tenir le rôle principal, Sarah Winchester. En septembre 2016, Jason Clarke est en contact pour le rôle masculin principal.
En mars 2017, Sarah Snook et Angus Sampson rejoignent la distribution.

### Tournage
Le tournage est alors prévu pour débuter en 2016 à San José en Californie et en Australie. En août 2016, CBS Films acquiert les droits de la distribution américaine. Le tournage est alors prévu pour mars 2017. Il débute alors en Australie, ainsi qu'à Melbourne (notamment dans les Docklands Studios), à San José et San Francisco.

### Musique
Peter Spierig compose la musique du film, dont l'album est sorti le 16 février 2018 par le label Lakeshore Records :
1. The Winchester House
2. Employment
3. Marion
4. You're a Fraud
5. Mrs. Winchester
6. Together Forever
7. Poisoned Mind
8. The Shadows
9. Midnight
10. The Winchester Curse
11. I Do Not Believe in Curses
12. The Switchback Staircase
13. Thirteen Hooks
14. Ben Block
15. Monsters
16. Earthquake
17. Aftermath
18. Ruby
19. Locked In
20. Amongst The Dead
21. Rebuild
22. End Credits

## Accueil
Le film recueille 25,1 millions de dollars aux États-Unis et au Canada, ainsi que 20,9 millions de dollars sur d'autres pays pour un total mondial de 46 millions de dollars par rapport au budget de production 3,5 millions de dollars.

## Distinctions

### Récompenses
- Australian Production Design Guild Awards 2018[11] : Meilleurs maquillages pour Tess Natoli
- Australian Screen Sound Guild 2018[11] :
  - Meilleurs enregistrements sonores pour Gretchen Thornburn, Cam Eason et Ryan Squires
  - Meilleur mixage sonore
  - Meilleure bande originale du film

### Nominations
- AACTA Awards 2018[12] :
  - Meilleurs décors pour Vanessa Cerne et Matthew Putland
  - Meilleurs costumes pour Wendy Cork
  - Meilleurs maquillages pour Steve Boyle et Tess Natoli
- Razzie Awards 2019[13] :
  - Pire film pour Tim McGahan et Brett Tomberlin
  - Pire réalisateur pour Michael et Peter Spierig
  - Pire actrice pour Helen Mirren
  - Pire scénario pour Michael Spierig, Peter Spierig et Tom Vaughan